# Діксон (селище)
Діксон — селище міського типу на півночі Красноярського краю Росії, у Таймирському Долгано-Ненецькому районі. Утворює міське поселення Діксон. Є найпівнічнішим населеним пунктом Росії.

## Історія
Селище було започатковане 7 вересня 1915 року на однойменному острові, континентальна частина побудована пізніше. Острів носить свою назву на честь шведського купця і мандрівника Оскара Діксона (швед. Oskar Dickson; 1823—1897).
Крайнє розташування приваблює відвідувачів — Діксон відвідує досить велика кількість людей, хоча дістатися туди нелегко. Творчі люди написали багато пісень про Діксон. В одній з них селище названо «Столицею Арктики» — зараз це неофіційна назва Діксона.
У 1942 році біля селища відбувся бій з німецьким рейдером «Адмірал Шеєр». Захисникам Діксона поставлений пам'ятник.
Також поставлений пам'ятник Нікіфору Бегичеву.

## Географія
Розташоване на узбережжі Єнісейської затоки, на західному краю Берега Петра Чичагова півострова Таймир і на острові Діксон, розділених півторакілометровою протокою.
Полярний день триває з 5 травня по 10 серпня, а полярна ніч — з 11 листопада по 1 лютого, неповні, сутінкові ночі, коли сонце не опускається нижче -18 градусів — трохи більше половини року, з 27 вересня по 18 березня.
Клімат
Клімат дуже суворий. Мінусові середньоденні температури на Діксоні — з середини вересня до кінця травня — початку червня. Температура серпня (найтеплішого місяця — +4,8 °C. Середньорічна температура — -11,4 °C. Абсолютний мінімум температури був зареєстрований 7 лютого 1979 року і склав -48,1 °C, абсолютний максимум температури був відзначений 3 серпня 1945 року, склавши 26,9 °C.. Найхолодніший місяць — лютий, січень є другим найхолоднішим місяцем. У порівнянні з мисом Челюскін, також розташованому на Таймирі, але північніше і східніше, клімат Діксона помітно м'якший і не такий суворий, селище займає друге місце в Північній півкулі серед найнижчих середньомісячних і мінімальних температур червня (-3.3 °C і -17.3 °C відповідно) після Челюскіна, з 4 червня до середини вересня, більше трьох місяців, середня температура позитивна, кліматична зима триває більше восьми з половиною, але менше дев'яти місяців, сніг тане в середньому в середині червня і утворюється в першій половині другої декади вересня. З січня по березень відлиги виключені. Абсолютний мінімум температури у Діксоні в травні на 0.1 градус вище, ніж в Оймяконі, Оленьку і на мисі Челюскін відповідно (-28.8 °C і -28.9 °C).
| Клімат с. Діксон                                | Клімат с. Діксон | Клімат с. Діксон | Клімат с. Діксон | Клімат с. Діксон | Клімат с. Діксон | Клімат с. Діксон | Клімат с. Діксон | Клімат с. Діксон | Клімат с. Діксон | Клімат с. Діксон | Клімат с. Діксон | Клімат с. Діксон | Клімат с. Діксон |
| Показник                                        | Січ.             | Лют.             | Бер.             | Квіт.            | Трав.            | Черв.            | Лип.             | Серп.            | Вер.             | Жовт.            | Лист.            | Груд.            | Рік              |
| Абсолютний максимум, °C                         | −0,3             | −0,6             | −0,2             | 3,6              | 11,1             | 22,2             | 26,8             | 26,9             | 18,2             | 8,2              | 1,9              | 0,3              | 26,9             |
| Середній максимум, °C                           | −21,2            | −21,8            | −18,1            | −13,3            | −5,3             | 2,3              | 7,9              | 7,9              | 3,3              | −5,3             | −14,2            | −19,4            | −8,1             |
| Середня температура, °C                         | −24,8            | −25,4            | −22,1            | −17,2            | −7,7             | 0,3              | 4,9              | 5,5              | 1,6              | −7,5             | −17,5            | −22,9            | −11,1            |
| Середній мінімум, °C                            | −28,1            | −28,8            | −25,6            | −20,6            | −10,1            | −1,2             | 2,7              | 3,7              | 0,1              | −9,8             | −20,8            | −26,2            | −13,7            |
| Абсолютний мінімум, °C                          | −46,2            | −48,1            | −45,3            | −38              | −28,8            | −17,3            | −3,4             | −3,6             | −12              | −31,3            | −42,8            | −46,6            | −48,1            |
| Середня кількість сонячних годин на місяць      | 0,0              | 22,6             | 127,1            | 237,0            | 189,1            | 141,0            | 223,2            | 139,5            | 60,0             | 24,8             | 0,0              | 0,0              | 1164,3           |
| Норма опадів, мм                                | 29               | 24               | 24               | 20               | 21               | 28               | 33               | 40               | 43               | 36               | 27               | 28               | 353              |
| Днів з дощем                                    | 0                | 0                | 0                | 0                | 1                | 7                | 16               | 19               | 10               | 1                | 0                | 0                | 54               |
| Днів зі снігом                                  | 21               | 18               | 19               | 19               | 22               | 10               | 1                | 1                | 8                | 23               | 22               | 20               | 184              |
| Вологість повітря, %                            | 84               | 83               | 84               | 84               | 87               | 90               | 89               | 89               | 88               | 87               | 86               | 84               | 86               |
| Середньомісячна швидкість вітру, м/с            | 7.4              | 6.8              | 6.4              | 6.3              | 6.1              | 6.1              | 5.7              | 5.8              | 6.2              | 6.6              | 6.6              | 7.1              | 6.4              |
| ----------------------------------------------- | ---------------- | ---------------- | ---------------- | ---------------- | ---------------- | ---------------- | ---------------- | ---------------- | ---------------- | ---------------- | ---------------- | ---------------- | ---------------- |
| Джерело: Погода и Климат, Hong Kong Observatory |                  |                  |                  |                  |                  |                  |                  |                  |                  |                  |                  |                  |                  |

## Інфраструктура
Найпівнічніший порт в Росії. Є аеропорт (з осені 2010 року його експлуатація призупинена через поганий стан ЗПС, це різко ускладнило транспортне сполучення селища з іншими регіонами).
До 1 січня 2007 року був адміністративним центром Діксонского району Таймирського автономного округу.
Нині селище знаходиться в жалюгідному стані, чисельність населення становить 667 жителів (2013), тоді як в 2004 році на Діксоні проживало 1113 чоловік, а в 1985 — близько 5000.
Полярна станція (з 1916), на базі якої створені радіометеорологічних центр і геофізична обсерваторія. Краєзнавчий музей. Раніше один з важливих портів Північного морського шляху, бункерувальна база морського флоту, рибозавод. Має важливе транспортно-логістичне розташування в стратегічно важливій точці Льодовитого океану.

## Міста-побратими
- Діксон, Іллінойс, США